# Chet Atkins' Gallopin' Guitar
| Recensione                | Giudizio |
| ------------------------- | -------- |
| Rolling Stone Album Guide | [ 1 ]    |

Chet Atkins' Gallopin' Guitar (1953) è l'EP d'esordio del chitarrista statunitense Chet Atkins.

## Il disco
Si tratta della prima raccolta ufficiale del celebre chitarrista fingerpicking, uscita sia nel formato 78 che a 45 giri come doppio vinile; col tempo è progressivamente divenuta a tutti gli effetti un vero album, tanto da essere ritenuta ufficialmente il suo esordio discografico sulla lunga distanza.
Le session d'incisione sono complessivamente tre, e realizzate ad una distanza temporale variabile l'una dall'altra.
La prima infatti risale al 3 febbraio 1949, presso il Fox Theatre di Atlanta (GA), dove Atkins fu accompagnato dal celebre duo country Homer & Jethro (ovvero Henry "Homer" Haynes alla chitarra e Ken "Jethro" Burns al mandolino), oltre a Charlie R. Grean al contrabbasso, che si occupò pure della produzione con Stephen H. Sholes. Frutto di questa giornata di registrazione è il brano eponimo ovvero Gallopin' Guitar, considerato da molti critici uno dei vertici del talento strumentale del chitarrista. La composizione è degna di nota per vari motivi: innanzitutto si tratta di un "ibrido", basato sulla sua personale elaborazione del Travis picking mescolata con lo stile swing di Django Reinhardt, utilizza infatti i double stops (tr. it. bicordi) ed arpeggi, alternati al solismo ad una corda tipico del celebre musicista gitano; va sottolineato anche il trascinante accompagnamento di Homer & Jethro (soprattutto il primo) efficace nel generare l'intensità ritmica del brano.
Quest'ultimo è divenuto uno dei pezzi più celebri e apprezzati di country strumentale, al punto di essere spesso scelto in passato, come sigla di numerosi programmi musicali dalle radio del settore.
La seconda e la terza session hanno in comune tra loro, oltre all'anno di effettuazione (1952) e la produzione di Stephen H. Sholes, il fatto che Atkins con la sua chitarra sia stato il solo a prendervi parte.
Infatti il 16 maggio si recò all'edificio sede delle Brown Radio Productions di Nashville (TN); qui incise le seguenti tracce in ordine cronologico: Blue Gypsy, scritta dallo stesso musicista in coppia con Boudleaux Bryant, ma assente da questa raccolta, il tema principale dal film Il terzo uomo, la cui versione originale al tempo era molto celebre, lo standard jazz St. Louis Blues, nonché quelli pop Nobody's Sweetheart e Lover Come Back To Me.
Nell'esecuzione di questi tre ultimi classici, il talento strumentale di Chet ebbe occasione di evidenziarsi, soprattutto nell'ultima, dove, secondo parte della critica, la sua chitarra raggiunge momenti struggenti.
Nella notte tra il 29 e il 30 luglio seguenti allo Studio 2 della RCA a New York ebbe luogo la successiva seduta d'incisione dalla quale furono ricavati altri quattro brani. Il primo è Stephen Foster Medley, una "fantasia" basata su tre composizioni del celebre autore statunitense, ovvero Massa's In de Cold Ground, Nellie Bly e Camptown Races. Anche Hangover Blues è un medley, che a sua volta lega insieme How Dry I Am e Sweet Adeline, due motivi assai celebri nella tradizione americana, legati alla convivialità del bere. Questo arrangiamento, altro frutto della collaborazione tra Bryant e lo stesso chitarrista, è degno di nota, perché qui Atkins non si limita soltanto ad unire i brani, ma vi aggiunge alcune variazioni ispirate al concetto di fondo: infatti per riprodurre l'atmosfera, che convenzionalmente viene associata all'esecuzione informale di questi due "canti alcolici", in alcuni brevi passaggi suona volutamente fuori tonalità, per simboleggiare musicalmente i postumi di una sbornia.
Se Imagination è un esercizio in fingerpicking firmato dallo stesso chitarrista, Black Mountain Rag è la trasposizione per chitarra di un classico fiddle tune (trad. it. composizione per fiddle), portato al successo nel 1947 dal violinista Curly Fox. Secondo il musicista folk inglese Nic Jones, la terza sessione nel suo complesso ha una caratteristica assai peculiare, in quanto insolitamente Chet la effettuò suonando sempre la sua chitarra accordata in Sol aperto (in lingua originale G Tuning): raramente in futuro sarebbe ricorso a questa scelta tecnica. Da sottolineare infine come nella versione di Black Mountain Rag incisa da Fox, figuri come chitarrista solista Mose Rager, strumentista originario del Kentucky, nonché una delle principali fonti d'ispirazione di Merle Travis, a sua volta massimo punto di riferimento per Atkins nello stile fingerpicking.

## Tracce
Alcune edizioni hanno un differente ordine cronologico dei brani, in alcune addirittura viene omesso il brano Hangover Blues, sostituito da Nobody's Sweetheart. Come riferimento si è preferita la scaletta della versione presente nella discografia, sul sito ufficiale del chitarrista statunitense (Mister Guitar.com).
Lato A
1. Third Man Theme (Anton Karas)
2. St. Louis Blues (W.C. Handy)
3. Lover Come Back to Me (Oscar Hammerstein II, Sigmund Romberg)
4. Imagination (Chet Atkins)

Lato B
1. Hangover Blues (C. Atkins, B. Bryant)
2. Black Mountain Rag (Tommy Magness)
3. Stephen Foster Medley (Tradizionale)
4. Gallopin' Guitar (Chet Atkins)

Versione LP (da 10") pubblicato dalla RCA Victor Records (LPM-3079) nell'ottobre del 1952
Lato A
1. Gallopin' Guitar (Chet Atkins) – Registrato il 3 febbraio 1949 al Fox Theatre Building di Atlanta, Georgia
2. Stephen Foster Medley (Arrangiamento di Chet Atkins) – Registrato il 29 luglio 1952 al RCA Victor Studio No. 2 di New York
3. St. Louis Blues (W.C. Handy) – Registrato il 16 maggio 1952 al Brown Radio Productions di Nashville, Tennessee
4. Hangover Blues (Chet Atkins, Boudleaux Bryant) – Registrato il 29 luglio 1952 al RCA Victor Studio No. 2 di New York

Lato B
1. Black Mountain Rag (Tommy Magnus) – Registrato il 29 luglio 1952 al RCA Victor Studio No. 2 di New York
2. Lover, Come Back to Me (dal film Luna nuova) (Sigmund Romberg) – Registrato il 16 maggio 1952 al Brown Radio Productions di Nashville, Tennessee
3. The 3rd Man Theme (dal film Il terzo uomo) (Anton Karas) – Registrato il 16 maggio 1952 al Brown Radio Productions di Nashville, Tennessee
4. Imagination (Chet Atkins) – Registrato il 29 luglio 1952 al RCA Victor Studio No. 2 di New York

## Musicisti
Gallopin' Guitar
(Chet Atkins and His Guitar Pikers)
- Chet Atkins - chitarra
- Homer Haynes - chitarra
- Jethro Burns - mandolino
- Charles Grean - contrabbasso
- Stephen Sholes e Charles Grean - produttori

Stephen Foster Medley / Hangover Blues / Black Mountain Rag / Imagination
- Chet Atkins - chitarra
- Stephen Sholes - produttore

St. Louis Blues / Lover, Come Back to Me (from The New Moon) / The 3rd Man Theme (from the Film The 3rd Man)
(Chet Atkins and His Gallopin Guitar)
- Chet Atkins - chitarra[11]